# La Rupe
La Rupe este o arie protejată (arie specială de conservare — SAC, sit de importanță comunitară — SCI) din Italia întinsă pe o suprafață de 45 ha, integral pe uscat.

## Localizare
Centrul sitului La Rupe este situat la coordonatele 46°11′09″N 11°05′52″E / 46.185833°N 11.097778°E.

## Înființare
Situl La Rupe a fost declarat sit de importanță comunitară în iunie 1995 pentru a proteja 89 de specii de animale. Situl a fost protejat și ca arie specială de conservare în martie 2014.

## Biodiversitate
Situată în ecoregiunea alpină, aria protejată conține 5 habitate naturale: Pante stâncoase calcaroase cu vegetație casmofită, Cursuri de apă de la nivel de câmpie la nivel montan, cu vegetație Ranunculion fluitantis și Callitricho-Batrachion, Grohotișuri termofile și vest-mediteraneene, Păduri aluvionare cu Alnus glutinosa și Fraxinus excelsior (Alno-Padion, Alnion incanae, Salicion albae), Pajiști uscate seminaturale și facies de acoperire cu tufișuri pe substraturi calcaroase (Festuco-Brometalia) (* situri importante pentru orhidee).
La baza desemnării sitului se află mai multe specii protejate:
- păsări (81): fluierar de munte (Actitis hypoleucos), pițigoi codat (Aegithalos caudatus), pescăruș albastru (Alcedo atthis), rață pitică (Anas crecca), rață mare (Anas platyrhynchos), fâsă de luncă (Anthus pratensis), stârc cenușiu (Ardea cinerea), stârc roșu (Ardea purpurea), ciuf de câmp (Asio flammeus), buhai de baltă (Botaurus stellaris), buha (Bubo bubo), șorecarul comun (Buteo buteo), caprimulg (Caprimulgus europaeus), sticlete (Carduelis carduelis), Cettia cetti, florinte (Chloris chloris), mierla de apă (Cinclus cinclus), corb (Corvus corax), cioară neagră (Corvus corone), cristeiul de câmp (Crex crex), cuc (Cuculus canorus), pițigoi albastru (Cyanistes caeruleus), lăstun de casă (Delichon urbicum), ciocănitoare pestriță mare (Dendrocopos major), ciocănitoare neagră (Dryocopus martius), presură de munte (Emberiza cia), măcăleandru (Erithacus rubecula), șoim călător (Falco peregrinus), vânturel roșu (Falco tinnunculus), cinteză (Fringilla coelebs), găinușă de baltă (Gallinula chloropus), gaiță (Garrulus glandarius), frunzăriță galbenă (Hippolais icterina), Hippolais polyglotta, rândunică (Hirundo rustica), stârc pitic (Ixobrychus minutus), capîntortură (Jynx torquilla), sfrâncioc roșiatic (Lanius collurio), sfrâncioc mare (Lanius excubitor), forfecuță gălbuie (Loxia curvirostra), privighetoare (Luscinia megarhynchos), rață fluierătoare (Mareca penelope), gaia neagră (Milvus migrans), mierlă albastră (Monticola solitarius), codobatură galbenă (Motacilla alba), codobatură de munte (Motacilla cinerea), codobatura galbenă (Motacilla flava), muscar sur (Muscicapa striata), pietrar sur (Oenanthe oenanthe), ciuf-pitic (Otus scops), pițigoi mare (Parus major), viespar (Pernis apivorus), cormoran mare (Phalacrocorax carbo), codroș de munte (Phoenicurus ochruros), codroșul de pădure (Phoenicurus phoenicurus), pitulice de munte (Phylloscopus bonelli), pitulice de munte (Phylloscopus collybita), pitulice-fluierătoare (Phylloscopus trochilus), ciocănitoarea verde (Picus viridis), corcodel mare (Podiceps cristatus), pițigoi sur (Poecile palustris), brumăriță de pădure (Prunella modularis), Ptyonoprogne rupestris, cristei de baltă (Rallus aquaticus), mărăcinar (Saxicola rubetra), cănăraș (Serinus serinus), țiclete (Sitta europaea), rață cârâitoare (Spatula querquedula), turturică (Streptopelia turtur), huhurez mic (Strix aluco), silvie cu cap negru (Sylvia atricapilla), silvie de zăvoi (Sylvia borin), silvie de câmp (Sylvia communis), silvie-mică (Sylvia curruca), silvie porumbacă (Sylvia nisoria), corcodel mic (Tachybaptus ruficollis), pănțărușul (Troglodytes troglodytes), mierlă (Turdus merula), sturz-cântător (Turdus philomelos), sturz (Turdus pilaris), pupăză (Upupa epops)
- amfibieni (1): izvoraș-cu-burta-galbenă (Bombina variegata)
- nevertebrate (3): Austropotamobius pallipes, rădașcă (Lucanus cervus), fluturele purpuriu (Lycaena dispar)
- pești (4): Barbus plebejus, Cobitis bilineata, zglăvoacă (Cottus gobio), Salmo marmoratus

Pe lângă speciile protejate, pe teritoriul sitului au mai fost identificate 16 specii de plante, 1 specie de păsări, 5 specii de amfibieni, 10 specii de mamifere, 5 specii de pești, 6 specii de reptile.